# 2634 James Bradley
A 2634 James Bradley (ideiglenes jelöléssel 1982 DL) egy kisbolygó a Naprendszerben. Edward L. G. Bowell fedezte fel 1982. február 21-én.